# اریش هامان
اریش هامان (به آلمانی: Erich Hamann) بازیکن فوتبال و هافبک اهل آلمان شرقی بود که از سال ۱۹۶۹ میلادی عضو تیم ملی فوتبال آلمان شرقی بوده‌است. وی در ۳ بازی ملی حضور داشته و در بازی‌های ملی‌اش گلی به ثمر نرساند. اریش‌هامان آخرین بازی ملی خود را در سال ۱۹۷۴ میلادی انجام داد.